# Niels Schlimback
Niels Schlimback (Duitsland, 12 april 2005) is een Nederlands zanger en presentator.

## Biografie
Schlimback begon op zijn zevende met een musicalopleiding bij De Lindenberg in Nijmegen. Een jaar later deed hij auditie bij Kinderen voor Kinderen en werd hij aangenomen in het koor. In de drie jaar dat hij bij Kinderen voor Kinderen heeft gezeten, heeft hij meerdere solonummers gezongen, waaronder ‘Als de bel gaat’. Ook had hij een solo in het Koningsspelen-lied van 2015, getiteld ‘Energie!’.
Schlimback deed in 2017 solo auditie voor het Junior Songfestival, de Nederlandse voorronde voor het Junior Eurovisiesongfestival. Na de audities vormde hij een jongensgroep met Ian Kuyper, Jannes Heuvelmans en Max Mies in de boyband FOURCE. Samen behaalden ze de eerste plek in Nederland en werden vierde bij de internationale finale in Georgië.
Vanaf 2018 is Schlimback samen met de andere jongens verder gegaan in de boyband FOURCE, waarbij ze sindsdien al twee albums en tientallen singles hebben uitgebracht en vele concerten hebben gegeven. Eind 2022 is de band gestopt.
Naast zijn activiteiten binnen FOURCE was Schlimback actief als presentator, onder meer bij het YouTube-kanaal Yours Today.

## Carrière

### Zanger
| Jaar        | Titel                        | Opmerkingen                    |
| ----------- | ---------------------------- | ------------------------------ |
| 2013 - 2016 | Kinderen voor Kinderen       |                                |
| 2017        | Junior Songfestival 2017     | Winnaar                        |
| 2017        | Junior Eurovisiesongfestival | 4e plaats (als lid van FOURCE) |
| 2017 - 2022 | FOURCE                       | [ 3 ]                          |

### Televisie
Dit overzicht is mogelijk incompleet; u kunt helpen door het uit te breiden.
| Jaar | Programma               | Titel        | Opmerkingen |
| ---- | ----------------------- | ------------ | ----------- |
| 2018 | Brugklas                | met FOURCE   | S6 Afl. 80  |
| 2022 | Voor het blok           | Kandidaat    | [ 4 ]       |
| 2023 | Brugklas                | Als zichzelf | S12 afl.    |
| 2024 | Party crew              | Presentator  |             |
| 2024 | Zapp Kerstclip De Serie | Als zichzelf |             |

### Film
| Jaar | Film           | Rol    | Opmerkingen |
| ---- | -------------- | ------ | ----------- |
| 2024 | The Wild Robot | Gakker | Stem        |

### Presentator
| Jaar         | Titel                                 | Opmerkingen                    |
| ------------ | ------------------------------------- | ------------------------------ |
| 2013 - 2017  | YouTube-kanaal Kinderen voor Kinderen |                                |
| 2015 - heden | YouTube-kanaal Niels Schlimback       |                                |
| 2018 - heden | YouTube-kanaal TinaTV                 | serie Jongenspraat, met FOURCE |
| 2018 - heden | YouTube-kanaal Yours Today            |                                |
| 2020         | Zapp Kids Top 20                      | 1 aflevering                   |
| 2021         | Zapp Kids Top 20                      | 1 aflevering                   |
| 2022         | TINA Awards                           | 2 afleveringen                 |